# 260.ª Divisão de Infantaria (Alemanha)
A 260ª Divisão de Infantaria (em alemão: 260. Infanterie-Division) apelidada de Hirschgeweih e Hörnle foi formada em Agosto de 1939 fazendo parte da 4ª Onda (em alemão: welle) em Wehrkreis V, Stuttgart. Participou das ações na Frente Ocidental durante a Blitzkrieg, onde avançou a partir de Eifel por entre Luxemburgo e Bélgica até chegar na França.
Mais tarde foi enviada para a Frente Oriental, onde participou da Ofensiva contra Moscou. Após recuou juntamente com o restante da Wehrmacht após a grande contra-ofensiva do Exército Vermelho onde acabou sendo capturado e destruído no Bolsão de Minsk em Julho de 1944. Os poucos elementos restantes da divisão foram usados para formar o Korps-Abteilung G.

## Comandantes
| Comandante                                   | Data                                           |
| -------------------------------------------- | ---------------------------------------------- |
| General der Infanterie Hans Schmidt          | (1 de Setembro de 1939 - 1 de Janeiro de 1941) |
| General der Infanterie Walther Hahm          | (1 de Janeiro de 1941 - 27 de Agosto de 1942)  |
| General der Infanterie Dietrich von Choltitz | (27 de Agosto de 1942 - 6 de Outubro de 1942)  |
| General der Infanterie Walther Hahm          | (6 de Outubro de 1942 - 9 de Novembro de 1943) |
| Generalleutnant Robert Schlüter              | (9 de Novembro de 1943 - 21 de Abril de 1944)  |
| Generalmajor Günther Klammt                  | (21 de Abril de 1944 - 9 de Julho de 1944)     |

## Oficiais de Operações (Ia)
- Hauptmann Hugo Sittmann  (26 de Agosto de 1939-20 de Abril de 1940)
- Oberstleutnant Herbert Köstlin (20 de Abril de 1940-22 de Março de 1942)
- Oberstleutnant Rolf von Tresckow  (Junho de 1942-Julho de 1944)

## Área de Operações
- Alemanha (Setembro de 1939 - Junho de 1941)
- Frente Oriental, Setor Central (Junho de 1941 - Julho de 1944)

## Ordem de Batalha

### Agosto de 1939
- Infanterie-Regiment 460
- Infanterie-Regiment 470 [1]
- Infanterie-Regiment 480
- Artillerie-Regiment 260
- Pionier-Bataillon 260 [2]
- Panzerabwehr-Abteilung 260
- Aufklärungs-Abteilung 260
- Infanterie-Divisions-Nachrichten-Abteilung 260
- Divisions-Nachschubführer 260

## Verão de 1943
- Grenadier-Regiment 460
- Grenadier-Regiment 480
- Divisions-Füsilier-Bataillon 260
- Feldersatz-Bataillon 260
- Artillerie-Regiment 260
- Pionier-Bataillon 653
- Infanterie-Divisions-Nachrichten-Abteilung 260
- Divisions-Nachschubführer 260

## Abril de 1944
- Grenadier-Regiment 460
- Grenadier-Regiment 470 (reformado em Abril de 1944)
- Grenadier-Regiment 480
- Divisions-Füsilier-Bataillon 260
- Feldersatz-Bataillon 260
- Artillerie-Regiment 260
- Pionier-Bataillon 653
- Infanterie-Divisions-Nachrichten-Abteilung 260
- Divisions-Nachschubführer 260

## Serviço de Guerra
| Data          | Corpo               | Exército     | Grupo de Exércitos | Área           |
| ------------- | ------------------- | ------------ | ------------------ | -------------- |
| Set 39        | em transição        | 7º Exército  | C                  | Oberrhein      |
| Out 39-Jan 40 | XXV                 | 7º Exército  | C                  | Oberrhein      |
| Mai 40        | Reserva             | OKH          |                    | Donaueschingen |
| Jun 40        | XIII                | 12º Exército | A                  | Rethel         |
| Jul 40        | XXV                 | 12º Exército | C                  | Dijon          |
| Ago 40        | XVIII               | 12º Exército | C                  | Belfort        |
| Set 40-Out 40 | XXVII               | 1º Exército  | C                  | França         |
| Nov 40-Abr 41 | XXVII               | 1º Exército  | D                  | France         |
| Mai 41-Jun 41 | XXXXV               | 1º Exército  | D                  | France         |
| Jul 41        | em transição        | OKH          | Mitte              | Brest-Litowsk  |
| Ago 41        | XXXXIII             | 2º Exército  | Mitte              | Bobruisk       |
| Set 41-Out 41 | XIII                | 2º Exército  | Mitte              | Kiew, Brjansk  |
| Nov 41-Dez 41 | XIII                | 4º Exército  | Mitte              | Moskau         |
| Jan 42-Abr 42 | XIII                | 4º Exército  | Mitte              | Juchnow, Ugra  |
| Mai 42-Ago 43 | XII                 | 4º Exército  | Mitte              | Spass-Demensk  |
| Set 43        | XII                 | 9º Exército  | Mitte              | Mogilew        |
| Out 43-Dez 43 | XXXXI               | 9º Exército  | Mitte              | Mogilew        |
| Jan 44        | XXIII               | 4º Exército  | Mitte              | Mogilew        |
| Fev 44-Mai 44 | XII                 | 4º Exército  | Mitte              | Mogilew        |
| Jun 44        | XXVII               | 4º Exército  | Mitte              | Orscha, Minsk  |
| Jul 44        | Sessão desconhecida |              |                    |                |